# كيتاكامي (إيواته)
مدينة كيتاكامي (بالإنجليزية: Kitakami)‏ هي أحد المدن التابعة لمحافظة إيواته. تأسست رسميًا في 01/04/1991. ويقدر عدد سكانها بـ 94806 نسمة حسب تقدير مكتب الإحصاء الياباني لعام 2012. تبلغ مساحة كيتاكامي 437.55 كم2. بكثافة سكانية تبلغ 217 نسمة/كم2.

## توأمة
لكيتاكامي (إيواته) اتفاقيات توأمة مع:
- كونكورد

## أعلام
- تاتسويا يوشيدا
- أكيرا يايجاشي